# 熊自仁
熊自仁（1943年—），湖北省监利县人，中国人民解放军将领、中国人民解放军中将。第二任駐港解放軍司令員
1962年参军，参加过对越自卫反击战。1993年任广西军区政委。1994年任首任中國人民解放軍駐香港部隊政治委员，1999年转任中國人民解放軍駐香港部隊司令员，是唯一一位先后担任过驻港部队政委和司令员的将军。2000年，授予中国人民解放军中将。2003年1月至2006年12月，任南京军区副政治委员。
2008年，当选第十一届全国政协委员，代表特别邀请人士，分入第五十五组。